# Marc Groß
Marc Groß (* 12. August 1987 in Kaiserslautern) ist ein deutscher Fußballspieler, der seit 2018 beim unterklassigen Verein SV Wiesenthalerhof spielt.

## Sportlicher Werdegang

### Zeit in Kaiserslautern
Bis 2009 spielte Groß ausschließlich für Vereine seiner Geburtsstadt Kaiserslautern. Diese hießen in jüngeren Jahren SG Eintracht Kaiserslautern, TSG Kaiserslautern und VfR Kaiserslautern. Im Verlaufe des Jahres 2003 wurde Groß vom erfolgreichsten Club aus Kaiserslautern entdeckt. Er wurde in die Jugend des 1. FC Kaiserslautern aufgenommen. Bereits Ende 2003 hatte Groß sein erstes A-Junioren-Bundesliga-Spiel gegen die Auswahl des VfB Stuttgart. Am 4. Dezember 2005 erzielte er zwei Tore gegen die U-19 des SSV Jahn Regensburg. 2006 wurde er in die 2. Mannschaft des 1. FC Kaiserslautern berufen. Bis dahin schoss Groß in 60 U-19-Bundesligaspielen 7 Tore. In den folgenden drei Spielzeiten sammelte er vor allem Erfahrungen im Auf- und Abstiegskampf. Zunächst stieg Groß mit der bis dahin drittklassigen lauterner Reserve in der Saison 2006/07 in die Oberliga Südwest ab. Bereits in der Folgesaison stieg die Mannschaft direkt wieder in die neu gegründete Regionalliga West auf. Groß trug u. a. mit zwei Toren zum Aufstieg bei. Nach dem Wiederaufstieg blieb Groß noch ein weiteres Jahr bei der lauterner Reserve. 

### SV 07 Elversberg
Groß wechselte zur Saison 2009/10 zur damalig viertklassigen SV 07 Elversberg. Obwohl er bis 2012 auch Einsätze in der zweiten Mannschaft hatte, konnte Groß sich in der ersten Mannschaft der Saarländer etablieren. Bereits in der ersten Saison für Elversberg durfte Groß 25 Mal für die Profimannschaft auflaufen. Sein erstes (und bisher einziges) Tor für Elversberg schoss er in der Saison 2011/12 ausgerechnet gegen seinen Vorgängerverein, der Reservemannschaft des 1. FC Kaiserslautern.  Am 7. Mai 2013 bestritt Groß sein 100. Ligaspiel für die Saarländer gegen den SC Pfullendorf. Mit 32 Ligaspielen und 2 Aufstiegsspielen trug Groß in der Saison 2012/13 zum Aufstieg der Elversberger in die 3. Liga bei. Dort bestritt er seine ersten Spiele im deutschen Profifußball. 

### Unterklassig
2016 wechselte er dann zurück zu seinem Jugendverein VfR Kaiserslautern in die Bezirksliga Westpfalz und im Sommer 2018 folgte der Wechsel zum Kreisligisten SV Wiesenthalerhof.

## Erfolge
- Aufstieg in die Regionalliga West (2008) mit der 2. Mannschaft des 1. FC Kaiserslautern
- Saarlandpokalsieger (2010 und 2015) mit der SV 07 Elversberg
- Aufstieg in die 3. Liga (2013) mit der SV 07 Elversberg